# لیگ (یکا)
لیگ (به انگلیسی: League) یک یکای اندازه‌گیری طول یا به ندرت مساحت است که بیشتر در اروپا و آمریکای لاتین کاربرد دارد ولی مدت زیادی یکای مورد استفاده نبود و با یکاهای دیگر جایگزین گردید. یک لیگ که آن را فرسنگ اروپایی نیز نامیده‌اند، در اصل میزان مسافتی بود که یک اسب یا انسان در مدت زمان یک ساعت طی می‌کرد. در قرون وسطی اندازه‌های متفاوتی برای آن در کشورهای متفاوت تعریف گردید.

## تعریف‌های متفاوت

### کشورهای انگلیسی زبان
لیگ، زمینی برابر با ۳ مایل یا ۴٫۸ کیلومتر بود با این وجود خود مایل نیز در کشورهای مختلف با هم تفاوت اندازه داشت. همچنین لیگ در دریا برابر با ۳ مایل دریایی یا ۵٫۶ کیلومتر بود با این وجود کشورهای مختلف انگلیسی تعریف‌های متفاوتی دارند.

### روم باستان
یک لیگ در روم باستان برابر با ۱٫۵ مایل یا ۷۵۰۰ فوت رومی یا ۲٫۲۲۵ کیلومتر بود.
مبدأ اندازه‌گیری یکای لیگ سرزمین گل. بود

### آرژانتین
یک یکای لیگ آرژانتین برابر است با ۵٫۵۷۲ کیلومتر (۳٫۴۶۲ مایل) یا ۶٫۶۶۶ واراس (به انگلیسی: varas) که یک واراس برابر است با ۰٫۸۳ متر (۳۳ اینچ)

### استرالیا
در بسیاری از روستاهای دور غرب نیوولز جنوبی یکای یک لیگ برابر است با مسافت طی شده توسط یک وسیله نقلیه که به صورت حدودی برابر است با ۶۰ تا ۸۰ کیلومتر (۳۷ تا ۵۰ مایل).

### برزیل و پرتغال
در پرتغال، برزیل و بخش‌های دیگر امپراتوری پرتغال، یکاهای متفاوتی با نام لیگ وجود دارند (زبان پرتغالی: légua):
- Légua 18 درجه = ۶٬۱۷۲٫۴ متر
- Légua ۲۰ درجه = ۵٬۵۵۵٫۵۶ متر
- Légua ۲۵ درجه = ۴٬۴۴۴٫۴۴ متر

نام لیگ‌های متفاوت برگرفته از تعداد یکاهایی است که مسافت مربوطه را به وسیلهٔ یک درجه قوس نصف‌النهار می‌سازد.
برای حمل و نقل بعد از آنکه پرتغال یکای متریک را قبول کرد یک لیگ متریک برابر با ۵ کیلومتر هست. در برزیل به صورت موردی کاربرد دارد و معدل ۶٫۶ کیلومتر هست.

### فرانسه
در فرانسه در دوران متفاوت با مقادیر متفاوتی تعریف شده است. به عنوان مثال ۱۰٬۰۰۰، ۱۲٬۰۰۰، ۱۳٬۲۰۰ و ۱۴٬۴۰۰ فوت فرانسوی که حدود ۳٫۲۵ کیل. متر تا ۴٫۸۶ کیلومتر بوده است.
الان از دستگاه متریک استفاده می‌شود. در کتاب ژول ورن با عنوان بیست هزار فرسنگ زیر دریا، یک لیگ برابر با ۴ کیلومتر تعریف گردیده است.

### مکزیک
در یوکاتان و بخش‌های روستایی مکزیک یکای لیگ هنوز کاربرد دارد. و مسافت طی شده در زمین صاف و هموار در یک ساعت بیشتر از مسافت طی شده در زمین‌های ناهموار هست.

### اسکاندیناوی
در دانمارک و سوئد میل همانند لیگ تعریف می‌شد و مسافتی حدود ۷٫۵ تا ۱۲ کیلومتر بود که بستگی به منطقه یا مردم داشت که در نروژ ۱۰ کیلومتر تعریف شده است.

### اسپانیا
در اسپانیا یک لیگ legua برابر با ۵۰۰ واراس بود که خود یک واراس برابر با ۸۴ متر بود و یک لیگ برابر با ۲٫۶ کیلومتر بود.
تعدادی از نویسندگان، آن را برابر با ۳ مایل که برابر با ۴۱۷۵ متر است دانسته‌اند.
لیگ به صورت رسمی توسط فیلیپ دوم اسپانیا در سال ۱۵۶۸ تعریف شد که در بخش‌هایی از آمریکای لاتین هنوز کاربرد دارد.